# Adelardi
Gli Adelardi o Marcheselli (o Marchesella) furono una nobile famiglia guelfa di Ferrara, discendente da Adelardo I detto Burclus.

## Storia
Il primo personaggio noto di questa famiglia fu il trisavolo dell'Adelardo che ne prese il nome, precisamente un certo Guarino (I), conte della prima età ottoniana, il quale non trasmise l'ufficio a figli, alla morte nel 936, di cui però sia il figlio che il nipote portarono lo stesso nome. Quest'ultimo, Guarino (III) sposò Officia, da cui nel 972 nacque Maria, madre di Adelardo (I) detto Burclus, che sarà ricordato anche per essere detentore di beni feudali e allodiali in Emilia.
Adelardo (I) sposò Gallenda, sorella di Federico Torelli dalla quale ebbe nello stesso anno della sua morte, il 1014,  Guarino (IV). Suo figlio Bulgaro sposò Marocia-Marchesella. Da questo matrimonio si unirono e si alternarono i due cognomi (Adelardi e Marcheselli).
I membri più noti della famiglia furono i due Guglielmo Adelardi (dei Marcheselli) dallo stesso nome, padre e figlio e a cui si deve l'edificazione della nuova cattedrale di San Giorgio.
Guglielmo I (in alcune fonti indicato col numerale II), figlio di Bulgaro (e pertanto anche indicato come Bulgari) e di Marocia (o Marozia), fu attestato per la prima volta tra i giudici in una controversia del 1070 per una donazione ai canonici di Ferrara. Egli fu attivo per un periodo molto lungo e, tra l'altro, apparve nel 1104 a Pistoia al seguito di Matilde di Canossa, cosa significativa sulla sua scelta politica, perché mentre la nonna apparteneva ai ghibellini Torelli i suoi discendenti furono poi sempre di parte guelfa. L'anno successivo, come nel 1112 e ulteriori volte negli anni successivi figura nella documentazione sopravvissuta come capitanus  di Ferrara.
Il figlio Guglielmo (II) (in alcune fonti indicato col numerale III), fu personaggio di primo piano nella vita politica ferrarese.
Si contese il controllo cittadino con i Torelli. Riuscì a far prevalere nuovamente la parte guelfa nella città, così da liberarla dalle truppe di Federico Barbarossa e farla entrare nella Lega Lombarda.
Durante l'assedio delle forze imperiali di Cristiano di Magonza ad Ancona del 1173, le truppe di Guglielmo, unitamente a quelle di Aldruda Frangipane, contessa di Bertinoro, giunsero in soccorso degli anconetani.
Guglielmo II volle come sua erede Marchesella Adelardi, figlia del fratello Aldelardo II. Guglielmo poi morì nel 1183 o 1184 e Adelardo nel 1185, quando Marchesella aveva 8 o 9 anni. Con una discussa manovra politica la giovane fu promessa in sposa dai tutori al sedicenne Azzo VI d'Este, col quale furono suggellati gli sponsali (la legge canonica prescriveva almeno 12 anni per il matrimonio). La prematura morte di Marchesella e le vicende che seguirono portarono le fortune del ramo principale della famiglia agli Este.
Si imparentarono con le famiglie Linguetta, Giocoli e Turchi.
Gli Adelardi-Marcheselli lasciarono anche tre rami cadetti, uno passò a Rovigo, il secondo ad Ancona e il terzo rimase nella città estense.

## Adelardi di Ferrara

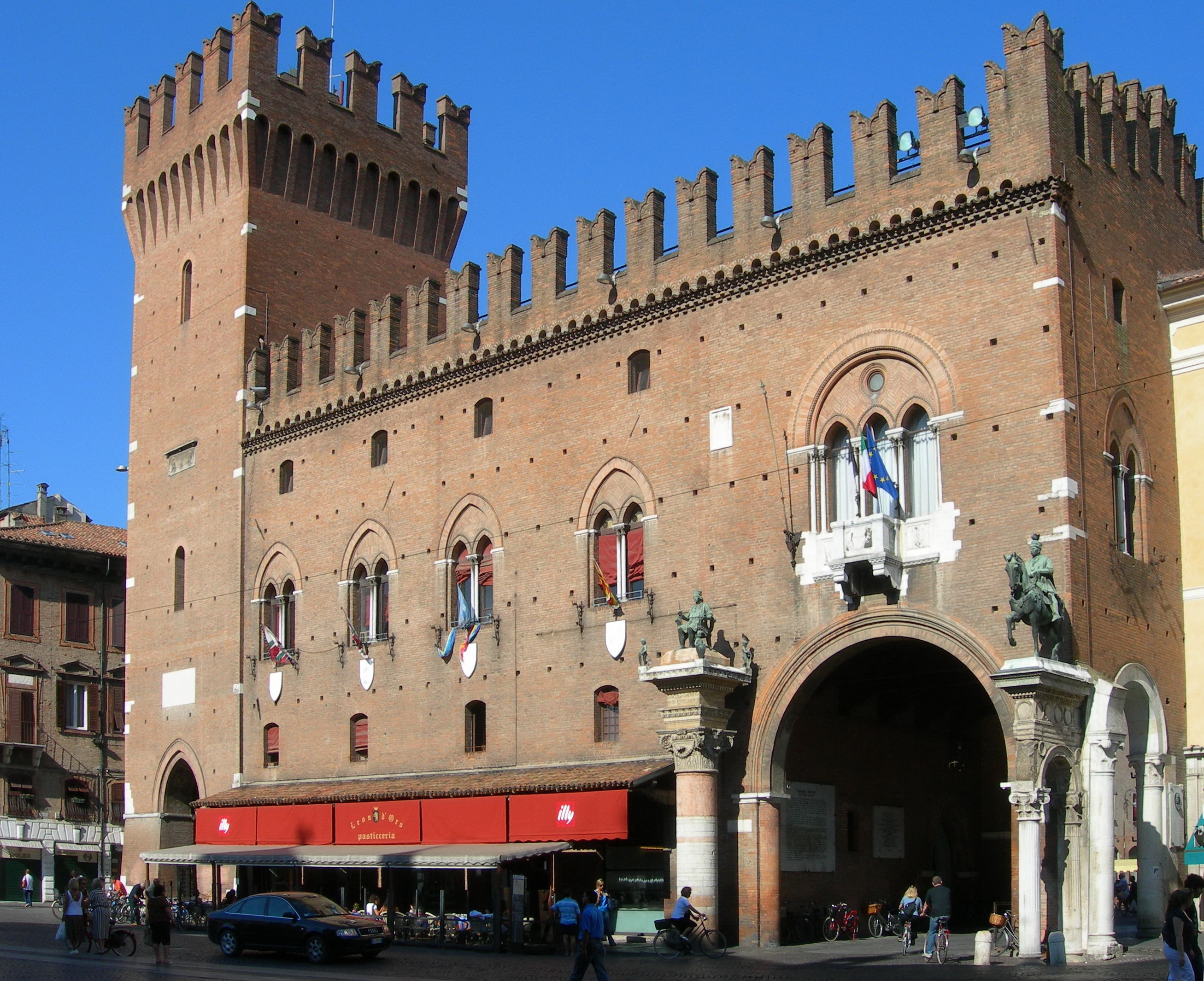
Ferrara, Palazzo Municipale

Fu storica rivale dei ghibellini Torelli. Alcuni suoi componenti nel XII secolo rivestirono importanti cariche pubbliche, come quella di capitano del popolo della città.

### Personaggi illustri della famiglia
- Bulgaro Adelardi (metà XI secolo).
- Guglielmo I Adelardi dei Marcheselli (seconda metà XI secolo), figlio di Bulgaro e di Marozia Marchesella
- Guglielmo II Adelardi (1120-1185), figlio di Guglielmo I, politico, governatore di Ferrara, contribuì alla edificazione della cattedrale di Ferrara. La denominazione del comune di Castelguglielmo in provincia di Rovigo deriva probabilmente dal suo nome.
- Marchesella Adelardi (1177-1186), promessa sposa ad Azzo VI d'Este figlio di Obizzo I d'Este, morta prematuramente prima delle nozze[10].

Si menziona anche un certo Galeazzo Adelardi, morto nel 1643, poeta, di cui non si conosce l'ascendenza.
A Ferrara sono presenti il palazzo e la torre degli Adelardi, antica dimora della famiglia, poi della corte estense, e infine sede degli uffici comunali. Via Guglielmo degli Adelardi è una via nel centro storico cittadino, posta tra la cattedrale di San Giorgio e il palazzo Arcivescovile.

### Arma
D'oro, alla cotissa di rosso.

## Adelardi di Mantova
Capostipite di questa famiglia fu Adelardo, vissuto nel XII secolo. Il ramo si estinse nel XVIII secolo.

### Personaggi illustri della famiglia
- Alberto Adelardi (XIII secolo), tesoriere del Comune di Mantova
- Bonaventura Adelardi (XIII secolo), giudice e sindaco del comune di Mantova
- Nicolò Adelardi (XIII secolo), podestà di Parma nel 1237
- Andrea Adelardi (XV secolo), feudatario di Mariana Mantovana